# Saison 2006 de l'équipe cycliste Rabobank

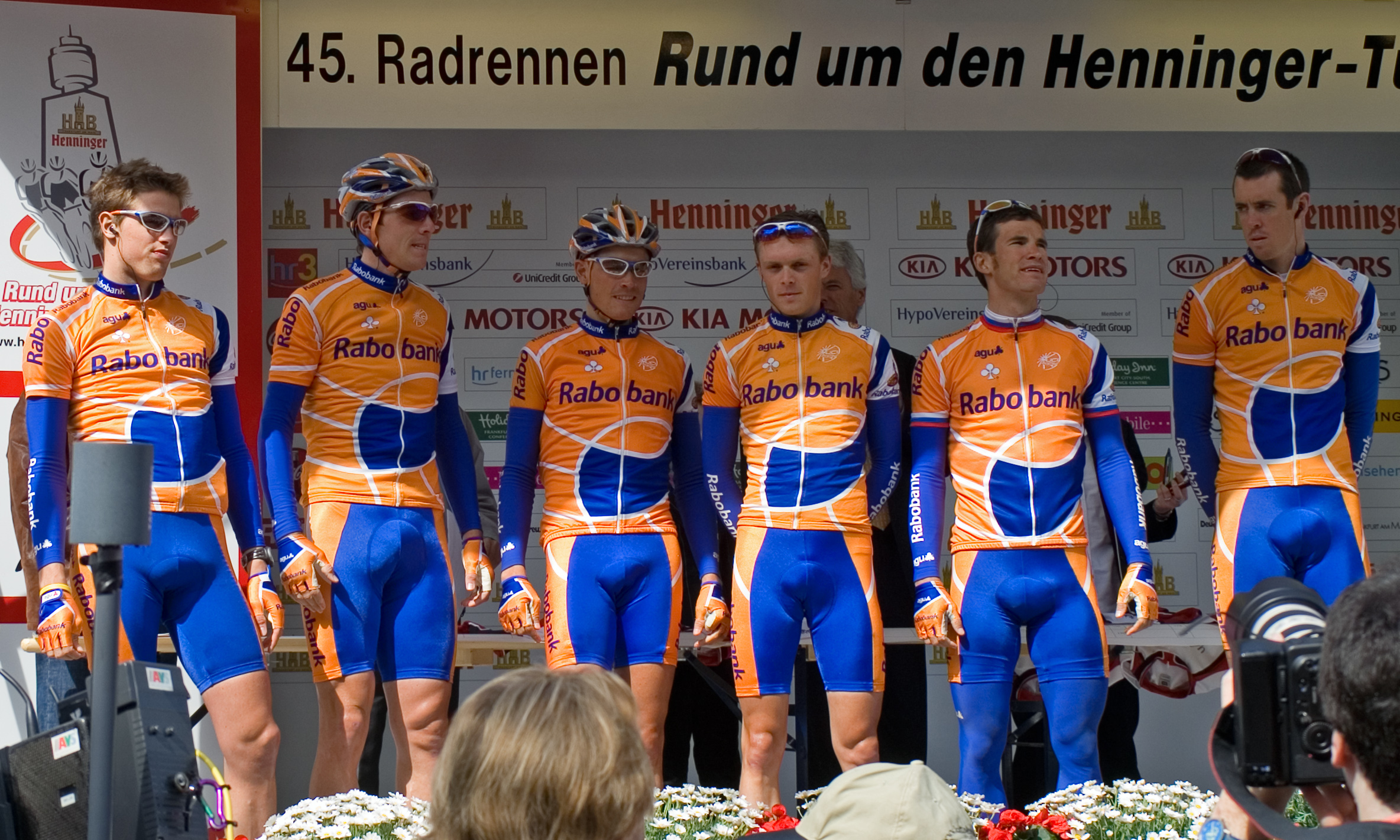
Saison 2006 de l'équipe cycliste Rabobank

L'équipe cycliste Rabobank participait en 2006 au ProTour.

## Effectif
| Cycliste            | Date de naissance | Nationalité | Équipe 2005       |
| ------------------- | ----------------- | ----------- | ----------------- |
| Mauricio Ardila     | 12.05.1979        | Colombie    | Davitamon-Lotto   |
| Michael Boogerd     | 28.05.1972        | Pays-Bas    |                   |
| Jan Boven           | 28.02.1972        | Pays-Bas    |                   |
| Graeme Brown        | 08.04.1979        | Australie   | Ceramiche Panaria |
| Bram de Groot       | 18.12.1974        | Pays-Bas    |                   |
| Erik Dekker         | 21.08.1970        | Pays-Bas    |                   |
| Thomas Dekker       | 06.09.1984        | Pays-Bas    |                   |
| Theo Eltink         | 27.11.1981        | Pays-Bas    |                   |
| Juan Antonio Flecha | 17.09.1977        | Espagne     | Fassa Bortolo     |
| Óscar Freire        | 15.02.1976        | Espagne     |                   |
| Mathew Hayman       | 20.04.1978        | Australie   |                   |
| Pedro Horrillo      | 27.09.1974        | Espagne     |                   |
| Alexandr Kolobnev   | 04.05.1981        | Russie      |                   |
| Gerben Löwik        | 29.06.1977        | Pays-Bas    |                   |
| Marc de Maar        | 15.02.1984        | Pays-Bas    | Rabobank Espoir   |
| Denis Menchov       | 25.01.1978        | Russie      |                   |
| Grischa Niermann    | 03.11.1975        | Allemagne   |                   |
| Joost Posthuma      | 08.03.1981        | Pays-Bas    |                   |
| Michael Rasmussen   | 01.06.1974        | Danemark    |                   |
| Kai Reus            | 11.03.1985        | Pays-Bas    | Rabobank Espoir   |
| Niels Scheuneman    | 21.12.1983        | Pays-Bas    |                   |
| Roy Sentjens        | 15.12.1980        | Pays-Bas    |                   |
| Jukka Vastaranta    | 29.03.1984        | Finlande    |                   |
| Thorwald Veneberg   | 16.10.1977        | Pays-Bas    |                   |
| William Walker      | 31.10.1985        | Australie   | Rabobank Espoir   |
| Marc Wauters        | 23.02.1969        | Belgique    |                   |
| Pieter Weening      | 05.04.1981        | Pays-Bas    |                   |

## Victoires
| Date       | Course                                         | Pays      | Classe | Vainqueur         |
| ---------- | ---------------------------------------------- | --------- | ------ | ----------------- |
| 21/02/2006 | 1re étape du Tour de la Communauté valencienne | Espagne   | 2.1    | Alexandr Kolobnev |
| 10/03/2006 | 3e étape de Tirreno-Adriatico                  | Italie    | PT     | Óscar Freire      |
| 14/03/2006 | Classement général de Tirreno-Adriatico        | Italie    | PT     | Thomas Dekker     |
| 25/03/2006 | 1re étape du Critérium international           | France    | 2.HC   | Erik Dekker       |
| 26/03/2006 | Flèche brabançonne                             | Belgique  | 1.1    | Óscar Freire      |
| 06/04/2006 | 4e étape du Tour du Pays basque                | Espagne   | PT     | Óscar Freire      |
| 07/06/2006 | 4e étape du Critérium du Dauphiné libéré       | France    | PT     | Denis Menchov     |
| 16/06/2006 | 7e étape du Tour de Suisse                     | Suisse    | PT     | Óscar Freire      |
| 25/06/2006 | Championnat des Pays-Bas sur route             | Pays-Bas  | CN     | Michael Boogerd   |
| 06/07/2006 | 5e étape du Tour de France                     | France    | PT     | Óscar Freire      |
| 11/07/2006 | 9e étape du Tour de France                     | France    | PT     | Óscar Freire      |
| 13/07/2006 | 11e étape du Tour de France                    | France    | PT     | Denis Menchov     |
| 19/07/2006 | 16e étape du Tour de France                    | France    | PT     | Michael Rasmussen |
| 19/07/2006 | 1re étape du Tour de Saxe                      | Allemagne | 2.1    | Pedro Horrillo    |
| 30/07/2006 | Vattenfall Cyclassics                          | Pays-Bas  | PT     | Óscar Freire      |
| 04/08/2006 | 4e étape du Tour d'Allemagne                   | Allemagne | PT     | Graeme Brown      |
| 08/08/2006 | 8e étape du Tour d'Allemagne                   | Allemagne | PT     | Graeme Brown      |
| 02/09/2006 | Tour de Rijke                                  | Pays-Bas  | 1.1    | Graeme Brown      |

## Classements UCI ProTour

### Individuel
| Rang | Coureur             | Points |
| ---- | ------------------- | ------ |
| 15   | Michael Boogerd     | 115    |
| 22   | Óscar Freire        | 99     |
| 28   | Denis Menchov       | 83     |
| 31   | Juan Antonio Flecha | 75     |
| 44   | Thomas Dekker       | 56     |
| 89   | Alexandr Kolobnev   | 25     |
| 92   | Joost Posthuma      | 23     |
| 108  | Erik Dekker         | 15     |
| 112  | Michael Rasmussen   | 14     |
| 143  | Graeme Brown        | 6      |

### Équipe
L'équipe Rabobank a terminé à la 3e place avec 246 points.